# AMX Index
O AMX index, sigla derivada de Amsterdam Midkap Index, é um índice de companhias neerlandesas listadas na Euronext Amsterdão, anteriormente conhecida como Amsterdam Stock Exchange.

## Composição
Após a revisão anual que se tornou efectiva no dia 2 de Março de 2010, o índice AMX é composto pelas seguintes empresas:
| Empresa                   | Sector segundo o ICB                         | Logo | Peso no índice (%) |
| ------------------------- | -------------------------------------------- | ---- | ------------------ |
| Aalberts Industries       | indústrias diversificadas                    |      | 4.7                |
| Accell Group              | Bens de lazer                                |      | 0.7                |
| Air France-KLM            | Viagens e lazer                              |      | 4.7                |
| Aperam                    | Metais industriais (aço)                     |      |                    |
| Arcadis                   | Serviços de apoio                            |      | 4.1                |
| Arseus                    | Serviços e equipamentos de cuidados de saúde |      | 4.7                |
| ASM International         | Hardware e equipamento de alta tecnologia    |      | 3.9                |
| BAM Groep                 | Construção e materiais                       |      |                    |
| Binckbank                 | Serviços financeiros                         |      | 3.1                |
| Brunel International      | Seguros de vida                              |      | 1.60               |
| Corbion                   | Produção de alimentos                        |      | 6.2                |
| Eurocommercial Properties | Fundos de investimento imobiliário           |      | 4.9                |
| Exact Holding             | Software e serviços informáticos             |      | 1.0                |
| Nieuwe Steen              | Fundos de investimento imobiliário           |      | 3.0                |
| Nutreco                   | Produção de alimentos                        | Logo | 6.8                |
| PostNL                    | Transporte industrial                        |      | 8.2                |
| Royal Imtech              | Serviços de apoio                            |      | 8.2                |
| Sligro Food Group         | Produção de alimentos                        |      | 2.6                |
| Ten Cate                  | Indústrias diversificadas                    |      | 2.3                |
| Tomtom                    | Hardware e equipamento de alta tecnologia    |      | 2.56               |
| USG People                | Serviços de apoio                            |      | 3.3                |
| VastNed Retail            | Fundos de investimento imobiliário           |      | 4.1                |
| Vopak                     | Transporte industrial                        |      | 8.5                |
| Wereldhave                | Fundos de investimento imobiliário           |      | 4.53               |